# Vincent Palermo
Vincent Palermo (Doornik, 7 december 1970) is een Belgisch politicus voor de liberale MR.

## Biografie
Palermo is van Italiaanse afkomst. Sinds 1991 is hij zelfstandig zaakvoerder van een communicatie- en eventbureau in Péruwelz. Ook werd hij artistiek agent en was hij organisator van lokale missverkiezingen als Miss Leuze en Miss Péruwelz.
Hij werd in oktober 2006 als onafhankelijke op de lijst Action Citoyenne verkozen tot gemeenteraadslid van Péruwelz. Van december 2009 tot eind 2012 was hij er schepen van Communicatie, Feestelijkheden, Markten, Handel en Economische Ontwikkeling. Naar aanleiding van de gemeenteraadsverkiezingen van 2012 sloot hij zich aan bij de MR. Na deze verkiezingen was Palermo van 2013 tot 2018 OCMW-voorzitter van de gemeente. Vervolgens werd hij in december 2018 burgemeester van Péruwelz, hetgeen hij bleef tot aan zijn benoeming tot parlementslid in juni 2024. Nadien nam hij weer zitting als gemeenteraadslid.
Bij de Waalse verkiezingen van 9 juni 2024 werd Palermo voor de kieskring Doornik-Aat-Moeskroen verkozen in het Waals Parlement en indirect in het Parlement van de Franse Gemeenschap.
Sinds 2021 is Palermo eveneens voorzitter van de MR-federatie van Picardisch Wallonië. Daarnaast was hij van 2019 tot 2024 ondervoorzitter van de raad van bestuur van IDETA, de intercommunale voor economische ontwikkeling in Doornik-Aat, en is hij sinds 2019 bestuurslid van de UVCW, de Waalse vereniging van steden en gemeenten.